# Heterobostrychus ambigenus
Heterobostrychus ambigenus är en skalbaggsart som beskrevs av Pierre Lesne 1920. Heterobostrychus ambigenus ingår i släktet Heterobostrychus och familjen kapuschongbaggar. Inga underarter finns listade i Catalogue of Life.